# Tom Kane
Tom Kane (ur. 15 kwietnia 1962 w Overland Park, Kansas) – amerykański aktor głosowy.
Najbardziej znany jako głos Mistrza Jedi Yody oraz Admirała Yularena z filmu animowanego Gwiezdne wojny: Wojny klonów, Pana Zająca z serialu animowanego Dom dla zmyślonych przyjaciół pani Foster, małpki Darwina z serialu animowanego Dzika rodzinka i wielu innych.
W 2021 roku zakończył karierę z powodu udaru mózgu.

## Wybrana filmografia

### Głosy
- Gwiezdne wojny: Wojny klonów – Mistrz Jedi Yoda / Admirał Yularen
- Ben 10 – Ultimos / Donovan Grand Smith / Arcticguana
- Kaczor Dodgers – Walter Carbonite
- Dom dla zmyślonych przyjaciół pani Foster – Pan Zając
- Spider-Man – Doctor Doom
- Gwiezdne wojny: Wojny klonów – Yoda
- Atomówki – Profesor Atomus / On / Gadający pies
- Bobry w akcji – Oxnard Montalvo
- Dzika rodzinka – Darwin
- Scooby Doo i cyberpościg – Profesor Robert Kaufmann